# Dwepers (roman)
Dwepers (Noors: „Sværmere“) is een korte roman van de Noorse schrijver en Nobelprijswinnaar Knut Hamsun, verschenen in 1904.

## Intrige
Dwepers beschrijft de verwikkelingen van de ruige, rebelse telegrafist Ove Rolandsen in een klein geïsoleerd Noors vissersdorpje. Rolandsen is de lokale Casanova, kust links en rechts de dorpsvrouwen, brengt een serenade aan de echtgenote van de pastoor, maakt plezier en raakt verzeild in opstootjes. Rolandsen wil echter ook vooruit in het leven. Hij wil trouwen met Elise, de dochter van de plaatselijke fabriekseigenaar Mack. Zij wordt ook verliefd op hem, maar er zijn twee problemen: ze is al verloofd met een zakenrelatie van haar vader en Rolandsen heeft niet bepaald veel geld. Dus stort hij zich op zijn tweede liefde: uitvinden. Daarmee moet hij toch kunnen binnenlopen, zo meent hij, en dan volgt Elise natuurlijk vanzelf. De zaken lopen echter anders. Er ontspint zich een psychologisch sterk uitgewerkt spel met Elises vader, de lokale magnaat, en uiteindelijk blijft Rolandsen met lege handen achter.

## Typering
De novelle schetst doorheen de romantische avonturen van Rolandsen een beeld van de dromen en drama’s van de lokale vissersbevolking. De volkstypen worden weliswaar soms burlesk doch uiterst waarheidsgetrouw getekend. Uit onderzoek in de jaren zeventig is gebleken dat Hamsuns beschrijvingen van de maatschappelijke verhoudingen uiterst authentiek zijn. De Mack-figuur uit Dwepers blijkt een naar waarheid getekende persoon en een broer van koopman Mack uit Pan, vader van Edvarda.
Dwepers is een met humor en ironie geschreven verhaal, met een duidelijk volkse inslag. De stilistische middelen waarmee Hamsun hier werkt wijken af van het lyrische proza uit zijn eerdere romans Pan en Victoria, maar preluderen eerder op de latere neorealistische werken Benoni en Rosa uit 1908. Soms steekt Hamsun zelfs een beetje de draak met zijn vroegere hyperromantische stijl, maar de essentie van zijn romantische levensinstelling blijft niettemin bewaard.

## Film- en televisiebewerkingen
Dwepers werd in de jaren veertig bewerkt voor de Noorse televisie en in 1993 door de Noorse regisseur Erik Gustavson verfilmd onder de titel “The Telegraphist”, op basis van een draaiboek geschreven door de Noorse schrijver Lars Saabye Christensen.